# Idles
Idles (englisch für Faulenzer; Eigenschreibweise: IDLES) sind eine britische Post-Punk-Band, die 2009 im englischen Bristol gegründet wurde. Die Band steht bei Partisan Records unter Vertrag und hat bislang fünf Studioalben veröffentlicht. Ihr drittes und fünftes Studioalbum Ultra Mono bzw. Tangk erreichten jeweils Platz eins der britischen Albumcharts. Idles wurde fünfmal für einen Grammy nominiert. Darüber hinaus wurde die Band jeweils einmal mit dem Ivor Novello Award und dem Q Award ausgezeichnet.

## Geschichte

### Gründung und erste EPs (2009 bis 2016)
Der aus dem walisischen Newport stammende Sänger Joe Talbot lernte am Exeter College in Exeter den Bassisten Adam Devonshire kennen. Beide zogen später nach Bristol, um an der University of the West of England zu studieren. Gleichzeitig beschlossen beide im Jahre 2009, eine Band zu gründen. Laut Talbot dauerte es lange, bis die beiden Musiker produktiv wurden. Beide wussten nicht, was sie tun sollten und das Duo sollte lange Zeit „schrecklich“ gewesen sein. Talbot und Devonshire eröffneten später den Nachtclub Batcave in Bristol. Als Joe Talbot dort als DJ arbeitete, lernte er den aus Belfast stammenden Gitarristen Mark Bowen kennen.
Komplettiert wurde die erste Besetzung vom Gitarristen Andy Stewart und dem Schlagzeuger Jon Harper. Letzterer wurde im Jahre 2011 durch Jon Beavis ersetzt. Die erste EP Welcome erschien am 6. August 2012 über das Plattenlabel Fear of Fiction. Mit dem Ergebnis war die Band äußerst unzufrieden. Am 30. Oktober 2015 folgte über Balley Records die zweite EP Meat, auf der der für Andy Stewart in die Band gekommene Gitarrist Lee Kiernan zu hören ist. Anschließend begann die Band mit der Arbeit an ihrem Debütalbum.

### BrutalismundJoy as an Act of Resistance(2017 bis 2019)

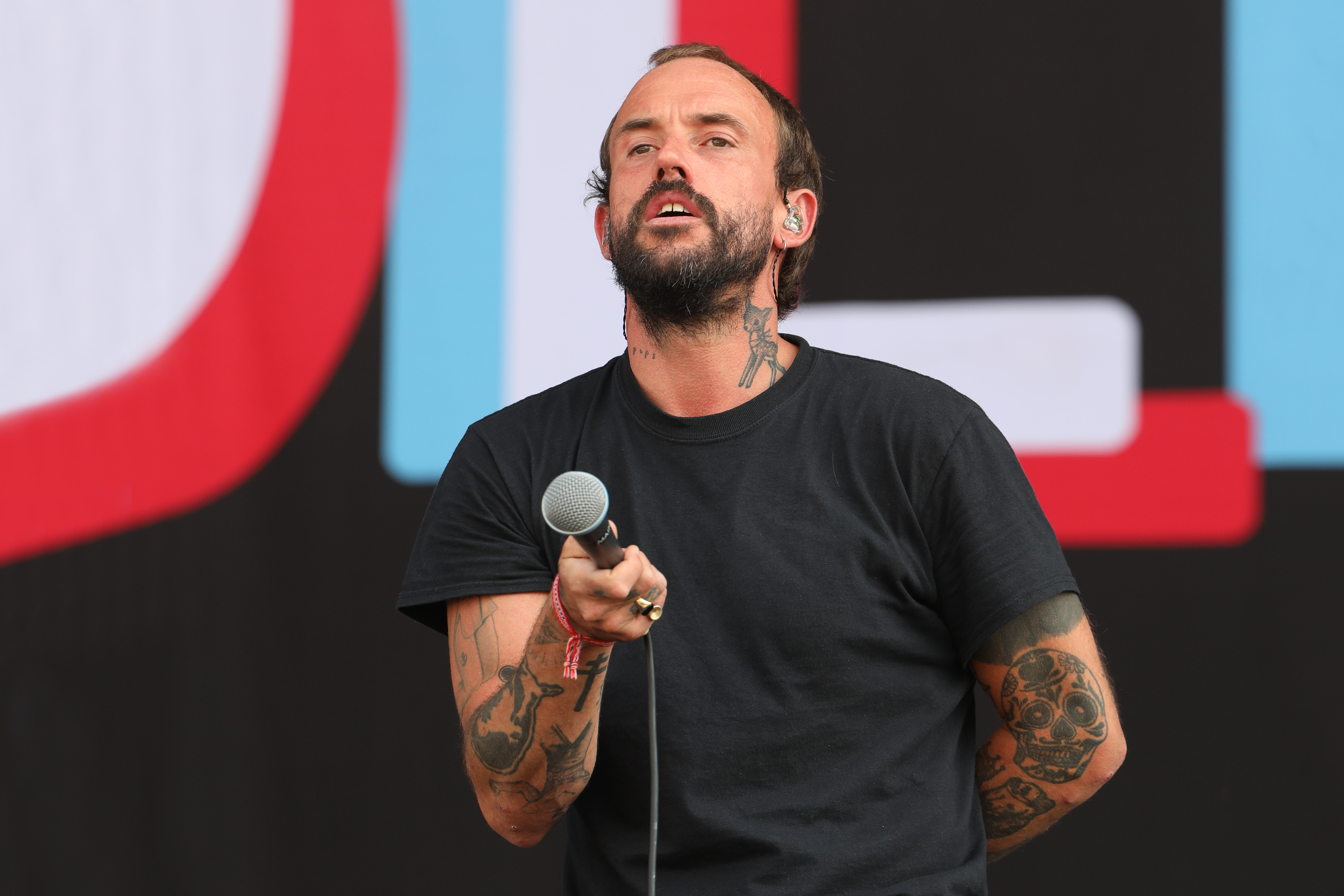
Sänger Joe Talbot 2022

Am 10. März 2017 erschien schließlich das von Space produzierte Debütalbum Brutalism. Das Albumcover zeigt ein Bild von Joe Talbots zuletzt pflegebedürftigen Mutter, die während der Entstehung des Albums verstarb. Darüber hinaus ist eine Skulptur zu sehen, die Joe Talbot zusammen mit seinem Vater anfertigte. Neben einer eigenen Tour spielten Idles als Vorgruppe der Maccabees bei den Londoner Konzerten ihrer Abschiedstournee. Idles traten auf dem Haldern Pop Festival und den Reading and Leeds Festivals auf. Anlässlich des zehnten Jubiläums der The O2 Arena in London eröffneten  Idles für die Foo Fighters. Ausgelöst durch die Fehlgeburt seiner Tochter, geriet Sänger Joe Talbot in eine Alkoholsucht, die er jedoch erfolgreich therapieren ließ. Im Januar 2018 unterzeichnete die Band einen Vertrag beim Plattenlabel Partisan Records.
Am 31. August 2018 erschien das erneut von Space produzierte zweite Album Joy as an Act of Resistance. Das Album stieg auf Platz fünf der britischen und jeweils auf Platz 49 der deutschen und Schweizer Albumcharts ein und wurde später im Vereinigten Königreich mit einer Silbernen Schallplatte ausgezeichnet. Joy as an Act of Resistance wurde bei den Ivor Novello Award als bestes Album ausgezeichnet. Ferner wurde das Album für den Mercury Prize und dem Q Award nominiert. Der britische Radiosender BBC Radio 6 und das deutsche Magazin Visions wählten Joy as an Act of Resistance jeweils zum Album des Jahres. Im Sommer 2018 spielten Idles bei dem Festival Rocco del Schlacko und dem Taubertal-Festival. Am 25. September 2018 trat die Band in der BBC-Fernsehsendung Later with Jools Holland auf.
Das Jahr 2019 begann mit einer Tour durch Neuseeland und Australien. Es folgte eine Tour durch Europa, bevor die Band im Mai 2019 mit Fontaines D. C. durch die Vereinigten Staaten tourten. Im Sommer 2019 spielten Idles auf den Festivals Hurricane, Southside, Nova Rock, dem Glastonbury Festival, dem Isle of Wight Festival und erneut auf dem Haldern Pop Festival. Anschließend begann die Band mit der Arbeit an einem neuen Studioalbum. Das Jahr 2019 endete mit einer Tour durch das Vereinigte Königreich. Am 7. Dezember 2019 spielten Idles in Londoner Alexandra Palace. Die 10.000 Eintrittskarten wurden in weniger als einer Stunde verkauft. Einen Tag zuvor wurde das erste Livealbum der Band A Beautiful Thing: Idles Live at Le Bataclan veröffentlicht.

### Ultra MonoundCrawler(2020 bis 2022)

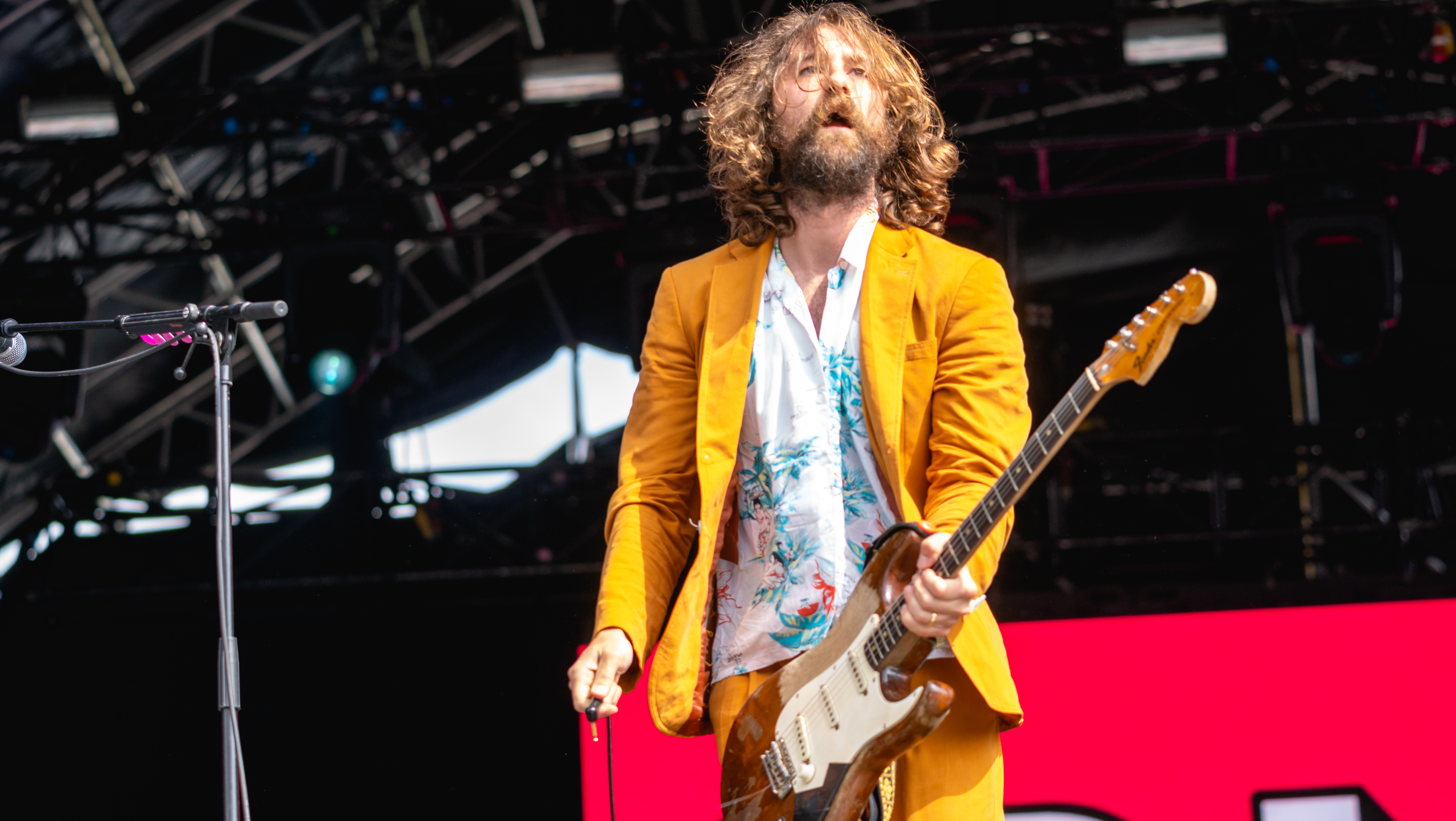
Gitarrist Mark Bowen 2021

Am 24. April 2020 veröffentlichten Idles über ihre Bandcamp-Seite das Livealbum Live at Ramsgate Music Hall. Das dritte Studioalbum Ultra Mono erschien am 25. September 2020 und wurde von Adam Greenspan und Nick Launay produziert. Als Gastmusiker traten die Savages-Sängerin Jehnny Beth, der Singer-Songwriter Jamie Cullum sowie die Musiker Warren Ellis und David Yow auf. Ultra Mono stieg auf Platz eins der britischen Albumcharts ein und erreichte Platz 14 der deutschen, Platz 21 der Schweizer und Platz 35 der österreichischen Albumcharts. Bei den Libera Awards wurde Ultra Mono als bestes Punk-Album ausgezeichnet. Wegen der COVID-19-Pandemie konnten Idles nicht auf Tournee gehen und entschlossen sich daher, neue Songs zu schreiben. Unter anderem steuerte die Band eine Coverversion des Metallica-Liedes The God That Failed für das Tributealbum The Metallica Blacklist bei.
Am 12. November 2021 erschien das vierte Studioalbum Crawler, dass in Peter Gabriels Real World Studios in Bath aufgenommen und von Kenny Beats produziert wurde. Das Album wurde bei den Grammy Awards 2023 in der Kategorie Best Rock Album und das Lied Crawl! in der Kategorie Best Rock Performance nominiert.

### Tangk(seit 2023)
Die Band nahm im Sommer 2023 mit dem Produzenten Kenny Beats und Nigel Godrich ihr fünftes Studioalbum Tangk auf, welches am 16. Februar 2024 erschien. Als Gastmusiker sind James Murphy und Nancy Whang von LCD Soundsystem zu hören. Vorab spielten die Briten bereits die Single Gift Horse in der US-amerikanischen Late-Night-Show The Tonight Show Starring Jimmy Fallon live. Mit dem Einverständnis von Coldplay-Sänger Chris Martin veröffentlichten Idles den Song Grace als Deepfake-Musikvideo. Tangk erreichte Platz eins der britischen und Platz zwei der deutschen Albumcharts. Bei den Grammy Awards 2025 wurde Tangk in der Kategorie Best Rock Album und Gift Horse jeweils in der Kategorie Best Rock Song und Best Rock Performance nominiert.

## Stil
Idles behandeln in ihren Texten häufig soziale Ungleichheiten in der Gesellschaft und ihren damit verbundenen Frust. Sie werden deshalb mit Sleaford Mods und Fat White Family verglichen, britischen Bands, die zu Zeiten des Brexits gesellschaftliche Missstände anprangern. In Mother aus dem Album Brutalism singt Joe Talbot über den Tod seiner zuletzt pflegebedürftigen Mutter. Sie ist auch auf dem entsprechenden Albumcover abgebildet. Außerdem wird die Fehlgeburt seiner Tochter in June aus Joy as an Act of Resistance thematisiert. Ihr viertes Album Crawler entstand 2021 mit dem Rap-Produzenten Kenny Beats, so erinnert die Musik eher an Hip Hop; auch die Lyrics waren weniger plakativ.
Joe Talbot verwendet häufig Wortspiele sowie teilweise uneindeutige Betonung, sodass sich gewisse Textpassagen vielfältig interpretieren lassen. Ein Beispiel hierfür ist das Lied Love Song (Joy as an Act of Resistance), in dem nicht klar wird, ob er „Modern Love“ oder „Mother in Law“ singt. Musikalisch werden Idles häufig dem Punk oder Post-Punk zugeordnet, was sie selber ablehnen.

## Rezeption
Sowohl das Debüt Brutalism als auch der Nachfolger Joy as an Act of Resistance erhielten überwiegend sehr positive Kritiken. Joy as an Act of Resistance platzierte sich in zahlreichen Jahresbestenlisten. So wurde es als Album des Jahres 2018 von der deutschen Musikzeitschrift Visions wie auch vom britischen Radiosender BBC Radio 6 gewählt. Außerdem wurde es von der britischen Zeitung NME auf Platz 3 und Mojo auf Platz 6 gewählt. Die deutsche Zeitung Musikexpress platzierte es auf Platz 7. Die Leser des E-Zines Plattentests.de wählten das Album auf Platz 2.
Idles wurden 2019 für die Brit Awards in der Kategorie „British Breakthrough Act“ nominiert, den Preis gewann jedoch Tom Walker. Sie gewannen im selben Jahr jedoch den Kerrang! Award als bester britischer Newcomer und den Ivor Novello Award in der Kategorie „Best Album“. Auch das nachfolgende Album Ultra Mono war im Jahr 2020 in Jahresrückblicken enthalten, etwa auf Platz vier bei Visions.
Songs der Band wurden in der Serie Peaky Blinders verwendet.

## Diskografie
Studioalben

| Jahr | Titel Musiklabel                     | Höchstplatzierung, Gesamtwochen, AuszeichnungChartplatzierungen (Jahr, Titel, Musiklabel, Platzierungen, Wochen, Auszeichnungen, Anmerkungen) | Höchstplatzierung, Gesamtwochen, AuszeichnungChartplatzierungen (Jahr, Titel, Musiklabel, Platzierungen, Wochen, Auszeichnungen, Anmerkungen) | Höchstplatzierung, Gesamtwochen, AuszeichnungChartplatzierungen (Jahr, Titel, Musiklabel, Platzierungen, Wochen, Auszeichnungen, Anmerkungen) | Höchstplatzierung, Gesamtwochen, AuszeichnungChartplatzierungen (Jahr, Titel, Musiklabel, Platzierungen, Wochen, Auszeichnungen, Anmerkungen) | Höchstplatzierung, Gesamtwochen, AuszeichnungChartplatzierungen (Jahr, Titel, Musiklabel, Platzierungen, Wochen, Auszeichnungen, Anmerkungen) | Anmerkungen                                                                                      |
| Jahr | Titel Musiklabel                     | DE | AT | CH | UK | US | Anmerkungen                                                                                      |
| ---- | ------------------------------------ | --- | --- | --- | --- | --- | ------------------------------------------------------------------------------------------------ |
| 2017 | Brutalism Balley                     | — | — | — | UK65 a Silber · (1 Wo.)UK | — | Erstveröffentlichung: 10. März 2017; Verkäufe: + 60.000 Wiederveröffentlichung: 9. Dezember 2022 |
| 2018 | Joy as an Act of Resistance Partisan | DE49 (1 Wo.)DE | — | CH49 (1 Wo.)CH | UK5 Gold · (9 Wo.)UK | — | Erstveröffentlichung: 31. August 2018 Verkäufe: + 100.000                                        |
| 2020 | Ultra Mono Partisan                  | DE14 (3 Wo.)DE | AT35 (1 Wo.)AT | CH21 (1 Wo.)CH | UK1 Silber · (3 Wo.)UK | — | Erstveröffentlichung: 25. September 2020 Verkäufe: + 60.000                                      |
| 2021 | Crawler Partisan                     | DE15 (2 Wo.)DE | AT32 (1 Wo.)AT | CH65 (1 Wo.)CH | UK6 (3 Wo.)UK | — | Erstveröffentlichung: 12. November 2021                                                          |
| 2024 | Tangk Partisan                       | DE2 (3 Wo.)DE | AT8 (2 Wo.)AT | CH8 (2 Wo.)CH | UK1 (2 Wo.)UK | US132 (1 Wo.)US | Erstveröffentlichung: 16. Februar 2024                                                           |